# FC Bruno’s Magpies
Der FC Bruno’s Magpies ist ein Amateur-Fußballverein aus Gibraltar. Der Verein spielt seit 2019 in der Gibraltar National League, der höchsten Spielklasse Gibraltars.

## Geschichte
Der Verein wurde 2013 gegründet. Seine erste Spielzeit in der Gibraltar Division 2 beendete er auf dem 8. Platz mit 27 Punkten. Seit 2019 spielt der Verein in der Gibraltar National League und nahm 2022 erstmals an einem europäischen Wettbewerb teil. In der UEFA Europa Conference League gelang im ersten Spiel ein Sieg gegen Crusaders FC, doch im Rückspiel schied man trotzdem noch aus. 2023 gewann der Verein unter dem spanischen Trainer Alfonso Cortijo Cabrera erstmals den Pokal (5:3 n. E. gegen den Lincoln Red Imps FC) sowie den Superpokal (1:0 gegen den Lincoln Red Imps FC) des Landes.
In der Saison 2024/25 überstand der Verein zum ersten Mal eine Qualifikationsrunde für einen internationalen Wettbewerb: Gegen den irischen Vertreter Derry City konnten sich die Gibraltarer im Rückspiel nach Verlängerung durchsetzen. In der zweiten Runde wartete der FC Kopenhagen, hier wurden Hin- und Rückspiel insgesamt mit 1:8 verloren.

## Erfolge
- Gibraltarischer Pokalsieger (2): 2023, 2025
- Gibraltarischer Superpokalsieger (1): 2023

## Statistik
| Saisons   | Div. | Līga            | Platz | web   |          |
| --------- | ---- | --------------- | ----- | ----- | -------- |
| 2016–2017 | 2.   | Second Division | 2.    | [ 1 ] |          |
| 2017–2018 | 2.   | Second Division | 3.    | [ 2 ] |          |
| 2018–2019 | 2.   | Second Division | 1.    | [ 3 ] | ▲        |
| 2019–2020 | 1.   | National League | P.    | [ 4 ] | Pandemie |
| 2020–2021 | 1.   | National League | 7.    | [ 5 ] |          |
| 2021–2022 | 1.   | National League | 4.    | [ 6 ] |          |
| 2022–2023 | 1.   | National League | 3.    | [ 7 ] |          |
| 2023–2024 | 1.   | National League | 3.    | [ 8 ] |          |
| 2024–2025 | 1.   | National League | 5.    | [ 9 ] |          |

## Europapokalbilanz
| Saison  | Wettbewerb                    | Runde                  | Gegner              | Gesamt | Hin     | Rück          |
| ------- | ----------------------------- | ---------------------- | ------------------- | ------ | ------- | ------------- |
| 2022/23 | UEFA Europa Conference League | 1. Qualifikationsrunde | Crusaders FC        | 3:4    | 2:1 (H) | 1:3 (A)       |
| 2023/24 | UEFA Europa Conference League | 1. Qualifikationsrunde | Dundalk FC          | 1:3    | 0:0 (H) | 1:3 (A)       |
| 2024/25 | UEFA Conference League        | 1. Qualifikationsrunde | Derry City          | 3:2    | 2:0 (H) | 1:2 n. V. (A) |
| 2024/25 | UEFA Conference League        | 2. Qualifikationsrunde | FC Kopenhagen       | 1:8    | 0:3 (H) | 1:5 (A)       |
| 2025/26 | UEFA Conference League        | 1. Qualifikationsrunde | Paide Linnameeskond | 3:7    | 2:3 (H) | 1:4 (A)       |

Gesamtbilanz: 10 Spiele, 2 Siege, 1 Unentschieden, 7 Niederlagen, 11:24 Tore (Tordifferenz −13)
Stand: 17. Juli 2025